# Henri Bresc
Pour les articles homonymes, voir Bresc.
 (juillet 2025).
Si vous disposez d'ouvrages ou d'articles de référence ou si vous connaissez des sites web de qualité traitant du thème abordé ici, merci de compléter l'article en donnant les références utiles à sa vérifiabilité et en les liant à la section « Notes et références ».
En pratique : Quelles sources sont attendues ? Comment ajouter mes sources ?
Henri Bresc, né le 12 décembre 1939 à Cannes, est un historien médiéviste français.

## Biographie

### Études
Ancien élève du lycée Thiers puis de l'École normale supérieure de la rue d'Ulm (1959-1964), il passe l'agrégation d'histoire en 1963.
Il soutient une thèse intitulée « Un monde méditerranéen : Économie et société en Sicile, 1300-1450 » en 1981, sous la direction de Michel Mollat.

### Carrière universitaire
Il travaille au lycée français du Caire (LFC) en 1964-1965, puis est professeur d’histoire au lycée Marceau de Chartres (1965-1967). Il est à Palerme dans le cadre d'un détachement à l'École de Rome (1967-74).
De 1974 à 1982, il est maître-assistant puis maître de conférences à l'université de Paris X Nanterre. Il est professeur à l'université de Nice de 1982 à 1990. Il est élu professeur d'histoire médiévale à l'université de Paris X Nanterre (1990-2008).
Il est notamment spécialiste de la Méditerranée et plus particulièrement de la Sicile médiévale, domaine dans lequel il fait autorité, où il a participé à la fouille de villages désertés et de châteaux. Il est un spécialiste de l'Histoire économique et l'Histoire de la vie matérielle.
Ses intérêts se sont aussi portés sur la papauté avignonnaise au XIVe siècle et il oriente enfin ses recherches sur la Provence varoise, sur Draguignan et sur les villages perchés du pays de Fayence. Abordant les domaines de l'Histoire politique et religieuse, de l'économie et de la vie matérielle, de la langue et de l'archéologie, ses expériences et ses recherches sont convergentes : elles lui ont permis de multiplier des éclairages nouveaux sur la Provence de la fin du Moyen Âge dans son ouvrage Au pays des villages perchés (2024).
Gabriel Martinez-Gros lui succède à l'Université de Paris X Nanterre à la rentrée 2008.

## Publications
- Un monde méditerranéen : Économie et société en Sicile, 1300-1450, Rome, École française de Rome, coll. « Bibliothèque des Écoles françaises d'Athènes et de Rome » (no 262), 1986, 981 p. (ISBN 2-7283-0103-4 et 978-2-7283-0103-4, OCLC 708298405, BNF 36630025)Reproduction de thèse d'État : Lettres : Paris 4 : 1982.
- Politique et société en Sicile, XIIe – XVe siècles, Londres, Variorum Reprints, 1991 recueil d'articles
- Idrîsî, La Première géographie de l'Occident, avec Annelise Nef, GF Flammarion, 1999.
- Arabes de langue, juifs de religion : l'évolution du judaïsme sicilien dans l'environnement latin, XIIe – XVe siècles, Paris, Bouchène, 2001, 349 p. (ISBN 2-912946-39-5 et 978-2-912946-39-3, OCLC 469548706, BNF 37715746)
- Au pays des villages perchés. Une Histoire des villages de Provence au Moyen Âge du pays de Fayence à La Napoule, Scudéry éditions, 2024, 624 pages, collection « Histoire et héritage » n°1  (ISBN 978-2-492526-10-7)